# فرودگاه‌ام دم
فرودگاه‌ام دم (به انگلیسی: Am Dam Airport) یک فرودگاه همگانی است . این فرودگاه در شهر ام دم کشور چاد قرار دارد .